# Anatoli Myshkin
Anatoli Dmítrievich Mishkin, en ruso:  Анатолий Дмитриевич Мышкин (nacido el 14 de agosto de 1954 en Ekaterimburgo, Rusia) fue un jugador soviético de baloncesto. Consiguió 9 medallas en competiciones internacionales con la Unión Soviética. 

## Trayectoria
- 1970-1976 BC Uralmash Yekaterinburg
- 1976-1984 CSKA Moscú
- 1984-1985 Dinamo Moscú